# Tutuila
Tutuila er en vulkansk ø og med 135 km² den største ø i  Amerikansk Samoa. Hovedstaden Pago Pago ligger på øen, hvis højeste punkt er Matafao.
2007 levede der 57.600 mennesker på Tutuila. Hovedindtægtskilderne er tørring af kokosnøddernes hvide plantekød (kobra), fiskeri og håndværk. Øst for Tutuila ligger øen Aunuʻu.
1722 blev øen kendt af europæerne, da hollænderen Jakob Roggeveen opdagede den og gav den navnet „Tienhoven“ efter sit ledsagerskib Tienhoven.

## Ekstern henvisning
- Map of Tutuila Island American Samoa Islands Arkiveret 1. november 2006 hos  Wayback Machine

14°17′59″S 170°43′21″V / 14.2997222°S 170.7225°V